# اریک فریدلاندر
اریک فریدلاندر (انگلیسی: Erik Friedlander؛ زادهٔ ۱ ژوئیهٔ ۱۹۶۰) موسیقی‌دان، آهنگساز و نوازندهٔ ویولنسل اهل ایالات متحده آمریکا است.
از فیلم‌هایی که وی در آن‌ها نقش داشته‌است، می‌توان به قلمرو داود: حماسه بنی‌اسرائیل، آه لوسی و تروبردز اشاره نمود.